# Ivo Borges
Ivo Borges Leal (Santa Maria, 11 de outubro de 1890 — Rio de Janeiro, 19 de maio de 1980) foi um Marechal-do-ar e pioneiro da Força Aérea Brasileira.

## Biografia
Ivo Borges Leal nasceu em Santa Maria, Rio Grande do Sul, em 11 de outubro de 1890. Iniciou sua carreira em 1908 quando se matriculou no Escola Militar de Porto Alegre. 
Em 1918, foi declarado Aspirante no Exército Brasileiro na arma da artilharia e em dezembro de 1919 foi promovido a 2º tenente. Em janeiro de 1921, foi elevado a 1º tenente e nesse ano iniciou curso na primeira turma de observadores da então nascente Escola de Aviadores do Exército brasileiro. Em outubro de 1924 promovido a capitão, por antiguidade. Em 1928, assumiu como comandante o Grupo de Esquadrilhas sediado em Santa Maria.
Em 1932, já como major, liderou e participou ativamente nas articulações do levante armado ocorrido entre julho e outubro de 1932 em São Paulo, que viria a ser denominada Revolução Constitucionalista. O movimento revoltoso foi precedido pela oposição entre as correntes políticas tradicionais entre vários estados brasileiros e também entre facções de tenentes que vislumbravam projeção política no então governo provisório presidido por Getúlio Vargas. Em julho daquele ano, com a eclosão daquele movimento armado, Ivo Borges viajou para São Paulo para assumir o comando das unidades aéreas da aviação do então Exército Constitucionalista que fazia frente ao Exército Federal de Getúlio Vargas.
Sob o seu comando, a aviação dos revoltosos, embora substancialmente inferior à aviação do Exército Federal e carente de recursos militares elementares, conseguiu obter relativos êxitos naquela campanha, como, por exemplo, tendo abatido aviões adversários no ar e em terra, além de frustrado por diversas ocasiões missões de ataque dos inimigos.
Durante o armistício daquele conflito, junto com o tenente-coronel, Osvaldo Villabela, e o Comandante Supremo do Exército Constitucionalista, o General Bertoldo Klinger, participou das negociações para a rendição oficial e o fim definitivo dos combates entre as tropas. Porém, o acordo de rendição oficial foi realizada entre a Força Pública de São Paulo, representada pelo Comandante Herculano de Carvalho e Silva, e o General Pedro Aurélio de Góis Monteiro, que representava as forças governistas. A assinatura do acordo ocorreu na cidade de Cruzeiro, em 2 de outubro de 1932. Findo conflito, Ivo Borges foi então para o exílio em Portugal, junto com outros líderes do Movimento Constitucionalista. Com a anistia geral de 1934, retornou ao país e reassumiu o seu posto no Exército Brasileiro.
Em 1935, é promovido a tenente-coronel e é designado ao comando da Escola de Aviação do Exército. Junto com o então tenente-coronel, Eduardo Gomes, Lysias Augusto Rodrigues, Armando Araribia, Aurélio de Lyra Tavares, Antonio Alves Cabral, entre outros, atuou no movimento para a criação da força aérea do país e do Ministério de Estado respectivo. Esse objetivo veio a se concretizar por meio do decreto-lei 2.961 de 20 de janeiro de 1941, assinado por Getúlio Vargas, criando o Ministério da Aeronáutica e as respectivas Forças Aéreas Nacionais, que mais tarde assumiria a denominação Força Aérea Brasileira (FAB).
Em novembro de 1935, atuou na repressão contra revoltosos em uma tentativa de golpe de estado, orquestrada por movimentos de orientação política comunista, posteriormente denominada “Intentona Comunista”. Assim, conteve a onda subversiva entre o corpo de alunos daquela Escola de Aviação, inclusive entre confronto armado. Com a derrota dos revoltosos, decretou a prisão de seus lideres e representantes atuantes naquele órgão militar.
Em 1938, o tenente-coronel aviador foi nomeado ao comando do 3º Regimento de Aviação em Canoas. Contudo, com a criação do Ministério da Aeronáutica, o Borges assume funções como adido aeronáutico nas embaixadas do Brasil da Argentina e do Uruguai.
Durante a Segunda Guerra Mundial, já com a patente de coronel, assumiu no Pará o comando da 1ª Zona Aérea. Em 1945, é promovido a Brigadeiro-do-ar e vindo a assumir o comando da 3ª Zona Aérea, no Rio de Janeiro. Em 1947, também é designado presidente do recém inaugurado Clube da Aeronáutica.
No ano de 1950, chefiou o Departamento de Estudos da Escola Superior de Guerra e posteriormente assumiu a 2ª Zona Aérea, em Recife. Anos depois, assume a 4ª Zona Aérea, respectiva a São Paulo.
Em novembro de 1955, participou de um grupo militar que colaborou na tentativa de impedir a posse do Presidente da Republica, Juscelino Kubitschek, na ocasião recém eleito. Contra essa conspiração, surgiu então o Movimento de 11 de Novembro, um grupo de militares liderados pelo general Henrique Teixeira Lott, então Ministro da Guerra em exercício, que buscava conter aquela facção de militares que se manifestava contrária a posse do presidente eleito e ameaçava um golpe militar. Ivo Borges, integrante dessa facção, chegou a contrariar as instruções do General Lott, assim como as ordens do comandante da 2ª Região Militar, general Olímpio Falconière da Cunha. Contudo, esses militares insatisfeitos foram contidos pelo Ministro da Guerra e bem como malograda a conspiração contra o novo governo. Durante o governo Kubitschek, Ivo Borges recebeu a patente de Marechal-do-ar. Em 1965, passou para a reserva por cumprir o limite de idade conforme previsto na Lei nº 2.370 de 9 de dezembro de 1954.
Faleceu aos 89 anos, na cidade do Rio de Janeiro.

## Homenagens
Pelo país há inúmeros logradouros nomeados em memória do Marechal-do-ar e pioneiro da FAB, entre eles, a Rua Ivo Borges, situada no Recreio dos Bandeirantes no Rio de Janeiro e, em Canoas, a Rua Brigadeiro Ivo Borges, na Villa São Luiz. Em Recife, há a Vila Militar Brigadeiro Ivo Borges e na capital fluminense, no Clube da Aeronáutica, há o salão de eventos Ivo Borges, também em memória ao aviador.